# Lila and Eve
Pour plus de détails, voir Fiche technique et Distribution.
Lila and Eve est un film dramatique indépendant américain réalisé par Charles Stone III (en), écrit par Patrick Gilfillan, et sorti en 2015, avec Jennifer Lopez et Viola Davis comme actrices principales.

## Synopsis
Traumatisée par la mort de son fils, tué en pleine rue, une mère intègre une thérapie de groupe. Elle y rencontre Eve qui, elle, a perdu sa fille. Les deux femmes vont s'unir pour venger leurs enfants et arrêter le trafic de drogue qui gangrène leur communauté…

## Fiche technique
- Dates de sortie :
  -  États-Unis : 30 janvier 2015 (Festival du film de Sundance)
  -  États-Unis : 17 juillet 2015

## Distribution
- Jennifer Lopez : Eve Rafael
- Viola Davis : Lila
- Shea Whigham : Holliston
- Aml Ameen : Stephon
- Andre Royo : Skaketti
- Yolonda Ross (en) : Patrice
- Michole Briana White (en) : Mae
- Chris Chalk : Alonzo
- Rey Hernandez : Ojeda
- Whitney Goin : Aggie
- Marisela Zumbado : Joie
- Keith Ham : Diner Patron
- Ian Casselberry : Alejandro
- Teddy Williams : Teo
- Atkins Estimond : Jaime
- Scott Poythress : Doctor Scott
- Ron Caldwell : Justin
- Diarra Kilpatrick : Maya
- David de Vries : Chief Parker
- Maia Moss-Fife : Nurse #2
- Donald J. Koko : TV News Photographer
- Elisa Perry : Sergeant Talbot
- Eric Elijah Rogers : Funeral Mourner
- Gwendolyn Mulamba : Nurse #1
- Christopher McCarty : Clubgoer
- Gino Vento : Aza Colon
- Germaine Brooks : Donelle Peete
- Tabitha Chappelle : Mothers Support Group
- Anthony R. McClara : Funeral attendant
- Emily E. Kelly : Tia
- Jo Anne Amundson : Church Worker
- Michael Walker Jr. : Cruz (le garde du corps d'Alejandro)
- Merry Jo Cortada : Nita Colon
- Fanchon Hopson : Church Worker
- Stephen Dean : l'officier de police d'Atlanta (non crédité)
- David Peters : Paramedic (non crédité)

## Télévision
Un an plus tard, le 30 janvier 2016, le film est diffusé sur Lifetime et a été vu par 1,789 million de téléspectateurs.